# Piotr Müller
Piotr Józef Müller (ur. 2 maja 1989 w Słupsku) – polski polityk i prawnik, podsekretarz stanu (2018) i sekretarz stanu (2019) w Ministerstwie Nauki i Szkolnictwa Wyższego, poseł na Sejm VIII, IX i X kadencji (od 2018), sekretarz stanu w Kancelarii Prezesa Rady Ministrów i rzecznik prasowy rządów Mateusza Morawieckiego (2019–2023), poseł do Parlamentu Europejskiego X kadencji (od 2024).

## Życiorys
Absolwent II Liceum Ogólnokształcącego im. Adama Mickiewicza w Słupsku. Był laureatem Olimpiady Wiedzy o Unii Europejskiej i Olimpiady Wiedzy o Prawach Człowieka oraz finalistą Olimpiady Wiedzy o Polsce i Świecie Współczesnym i Olimpiady Historycznej. Był stypendystą m.in. Prezesa Rady Ministrów i Ministra Edukacji Narodowej. W 2016 ukończył studia prawnicze na Uniwersytecie Warszawskim, gdzie studiował w ramach Kolegium Międzyobszarowych Indywidualnych Studiów Humanistycznych i Społecznych. W latach 2010–2012 pełnił funkcję przewodniczącego Zarządu Samorządu Studentów Uniwersytetu Warszawskiego. Od 2013 do 2014 był przewodniczącym Parlamentu Studentów Rzeczypospolitej Polskiej. W latach 2010–2014 był członkiem Senatu Uniwersytetu Warszawskiego, gdzie zasiadał w komisji budżetu i finansów oraz komisji prawno-statutowej. Był członkiem Komisji Dyscyplinarnej do spraw nauczycieli akademickich przy Radzie Głównej Nauki i Szkolnictwa Wyższego oraz ekspertem w Polskiej Komisji Akredytacyjnej, a w latach 2013–2014 również członkiem prezydium komisji. W latach 2012–2016 wchodził w skład zarządu Fundacji Uniwersytetu Warszawskiego. W 2015 wraz z Sebastianem Kaletą i Tomaszem Matynią współtworzył Fundację Instytut Inicjatyw Publicznych, objął funkcję jej prezesa. W latach 2017–2018 prowadził zajęcia w Instytucie Nauk Politycznych UW.
Został członkiem Prawa i Sprawiedliwości. W 2011 i 2015 bezskutecznie ubiegał się o miejsce w Sejmie RP z listy tego ugrupowania. W 2015 uzyskał 5350 głosów, co stanowiło 1,15% głosów oddanych w okręgu wyborczym nr 26.
Od listopada 2015 do kwietnia 2017 był doradcą wiceprezesa Rady Ministrów Jarosława Gowina, a następnie dyrektorem biura ministra w Ministerstwie Nauki i Szkolnictwa Wyższego. Od lutego 2017 należał do zespołu legislacyjnego przygotowującego projekt ustawy reformującej system nauki i szkolnictwa wyższego. 15 stycznia 2018 został podsekretarzem stanu w Ministerstwie Nauki i Szkolnictwa Wyższego, powierzono mu odpowiedzialność m.in. za koordynację zadań związanych z działem administracji rządowej szkolnictwo wyższe, w tym nadzór nad uczelniami oraz za nadzór nad prowadzeniem prac legislacyjnych. We wrześniu 2018 powołany na przewodniczącego zespołu do spraw wdrażania reformy szkolnictwa wyższego i nauki. Został też członkiem Komitetu Stałego Rady Ministrów oraz Komitetu Społecznego Rady Ministrów.
W grudniu 2018 uzyskał możliwość objęcia mandatu poselskiego po zmarłej Jolancie Szczypińskiej i po rezygnacji złożonej przez Piotra Karczewskiego, na co wyraził zgodę. Ślubowanie poselskie złożył 28 grudnia 2018. 7 stycznia 2019 powołany na funkcję sekretarza stanu w Ministerstwie Nauki i Szkolnictwa Wyższego; został również członkiem dotychczasowych komitetów działających w ramach Rady Ministrów.
W wyborach do Parlamentu Europejskiego w 2019 bezskutecznie ubiegał się o mandat posła do PE w okręgu obejmującym województwo pomorskie, zdobywając 10 573 głosy. 4 czerwca 2019 został powołany przez prezesa Rady Ministrów Mateusza Morawieckiego na stanowiska sekretarza stanu w Kancelarii Prezesa Rady Ministrów i rzecznika prasowego rządu.
W wyborach w tym samym roku z powodzeniem ubiegał się o poselską reelekcję, otrzymując 26 892 głosy. W listopadzie 2019, po powołaniu drugiego rządu dotychczasowego premiera, Mateusz Morawiecki powierzył mu dalsze wykonywanie zadań sekretarza stanu w KPRM oraz rzecznika prasowego rządu. Został stałym członkiem kierowanych przez premiera delegacji rządowych w trakcie wizyt zagranicznych. W grudniu 2021 powołany na przewodniczącego Rady Krajowej Szkoły Administracji Publicznej im. Prezydenta Rzeczypospolitej Polskiej Lecha Kaczyńskiego.
W wyborach w 2023 ponownie uzyskał mandat poselski, zdobywając 72 813 głosów. W listopadzie tego samego roku został przewodniczącym zarządu wojewódzkiego Prawa i Sprawiedliwości w województwie pomorskim. W grudniu 2023 zakończył pełnienie funkcji w administracji rządowej. W wyborach w 2024 został wybrany na eurodeputowanego X kadencji, kandydując w okręgu nr 1 i otrzymując 62 330 głosów. W Europarlamencie zasiadł w Komisji Rynku Wewnętrznego i Ochrony Konsumentów.

## Wyniki w wyborach ogólnopolskich
| Wybory | Komitet wyborczy                 | Komitet wyborczy       | Organ             | Okręg           | Wynik        |
| ------ | -------------------------------- | ---------------------- | ----------------- | --------------- | ------------ |
| 2011   |                                  | Prawo i Sprawiedliwość | Sejm VII kadencji | nr 19           | 1365 (0,13%) |
| 2015   | Sejm VIII kadencji               | Prawo i Sprawiedliwość | nr 26             | 5350 (1,15%)    |              |
| 2019   | Parlament Europejski IX kadencji | Prawo i Sprawiedliwość | nr 1              | 10 573 (1,28%)  |              |
| 2019   | Sejm IX kadencji                 | Prawo i Sprawiedliwość | nr 26             | 26 892 (4,63%)  |              |
| 2023   | Sejm X kadencji                  | Prawo i Sprawiedliwość | nr 26             | 72 813 (10,66%) |              |
| 2024   | Parlament Europejski X kadencji  | Prawo i Sprawiedliwość | nr 1              | 62 330 (8,38%)  |              |

## Wyróżnienia
W 2019 i 2020 został zaliczony do grona 50 najbardziej wpływowych polskich prawników poprzedniego roku w rankingu gazety „Dziennik Gazeta Prawna”.

## Życie prywatne
Jest synem Edwarda Müllera. W 2022 zawarł związek małżeński z Marią.